# Naturpark Medvednica
Der Naturpark Medvednica umfasst einen Teil des kleinen Gebirgszuges Medvednica nördlich der kroatischen Hauptstadt Zagreb. Den höchsten Punkt bildet das Sljeme. Die Medvednica ist ein sehr beliebtes Naherholungsziel der Bevölkerung von Zagreb, da es vom Zentrum aus innerhalb kürzester Zeit zu erreichen ist.

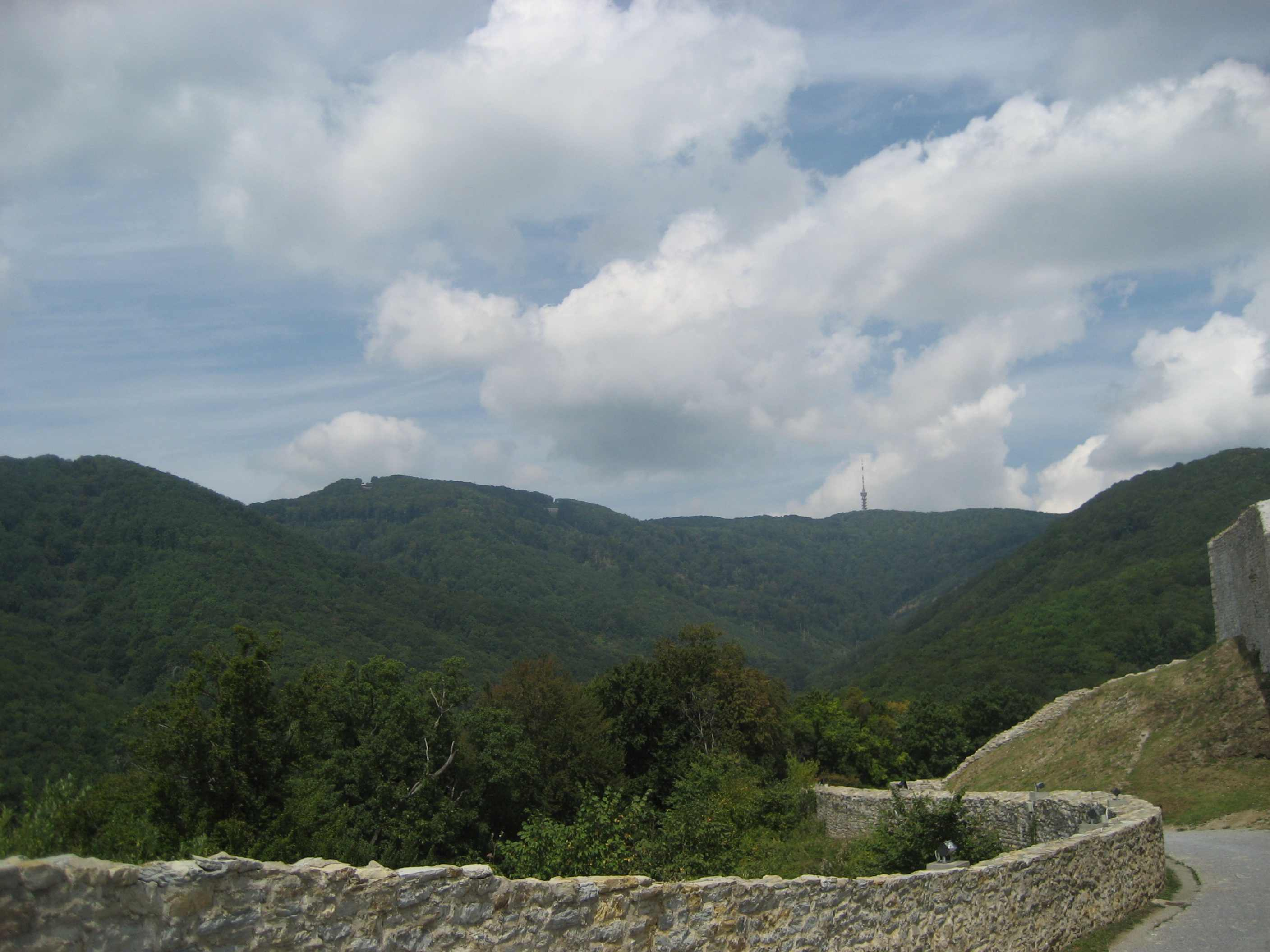
Die Medvednica, von der Burg Medvedgrad aus betrachtet

Eine direkte Übersetzung des Namens wäre in etwa der Bärenberg. (Bär entspricht dem kroatischen medvjed).
Im Januar 2005 fand auf dem Zagreber Hausberg das erste Ski alpin Slalom-Rennen der Damen statt – die Snow Queen Trophy.